# رمیتنس

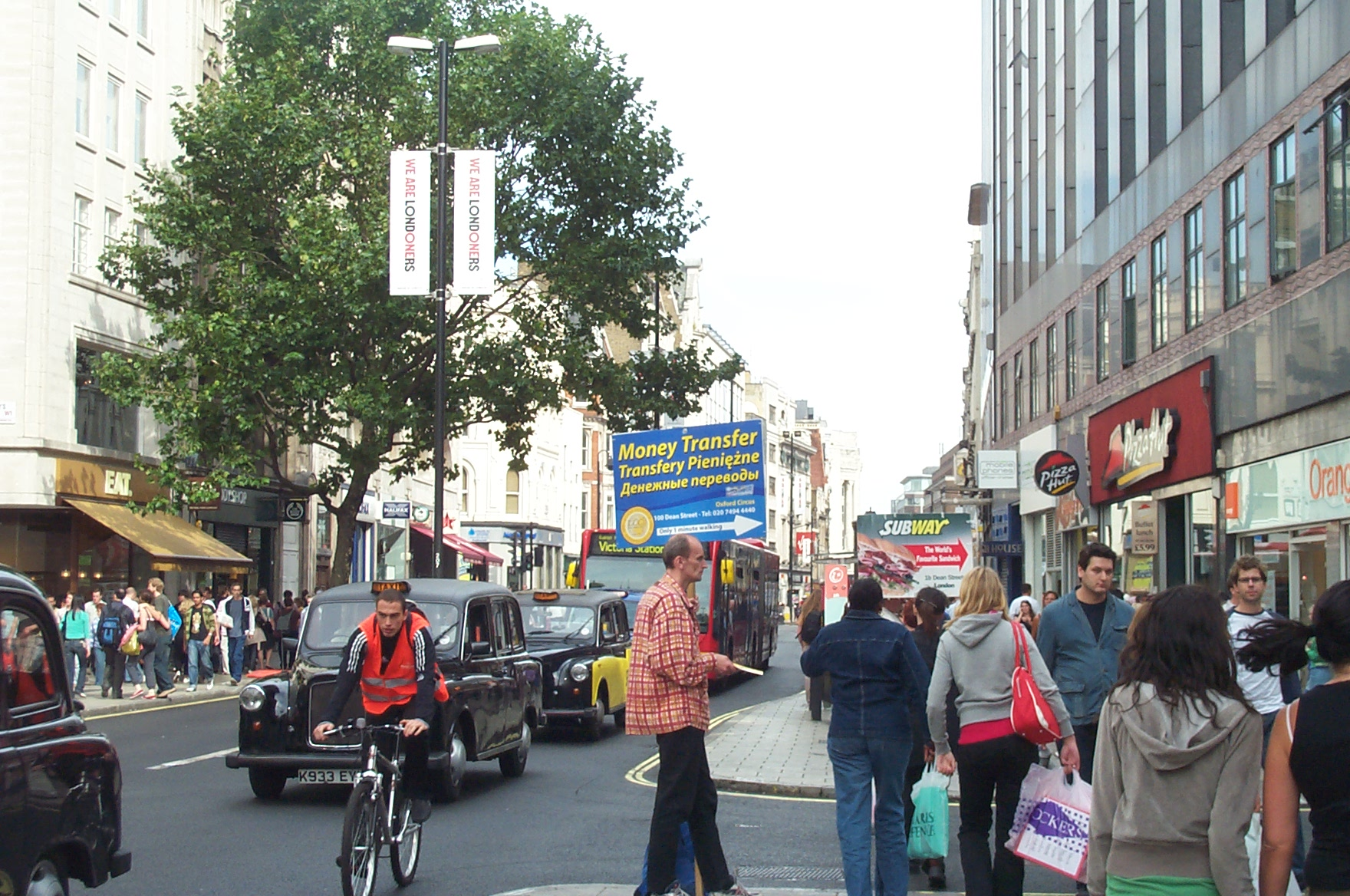
یک آگهی انتقال پول بین‌المللی در لندن، با متونی به زبان لهستانی و روسی.

رمیتنس (به انگلیسی:remittance) عبارت از انتقال غیرتجاری پول توسط یک کارگر خارجی یا مهاجر، یکی از اعضای جوامع دور از وطن، یا یک شهروند با روابط خانوادگی در خارج از کشور، برای درآمد خانوار در کشور یا میهن خود می‌باشد. پولی که توسط مهاجران به خانه فرستاده می‌شود با کمک‌های اقتصادی بین‌المللی به عنوان یکی از بزرگ‌ترین جریان‌های مالی ورودی به کشورهای در حال توسعه رقابت می‌کند. رمیتنس‌های کارگران بخش قابل توجهی از جریان‌های سرمایه بین‌المللی به ویژه در کشورهای صادرکننده نیروی کار را تشکیل می‌دهند.
بر اساس گزارش بانک جهانی، در سال ۲۰۱۸ میلادی کل رمیتنس جهانی ۱۰ درصد رشد داشت و به ۶۸۹ میلیارد دلار رسید که شامل ۵۲۸ میلیارد دلار آن در حال انتقال به کشورهای در حال توسعه می‌باشد. پیش‌بینی می‌شود که رمیتنس جهانی به‌طور کلی با رشد ۳٫۷ درصدی به ۷۱۵ میلیارد دلار در سال ۲۰۱۹ برسد که شامل ۵۴۹ میلیارد دلار آن درحال انتقال به کشورهای در حال توسعه خواهد بود.
به دلیل جمعیت زیاد مهاجران، هند به‌طور متوالی به عنوان برترین دریافت کننده رمیتنس باقی خواهد ماند.

## کشورهای با بیشترین میزان دریافت رمیتنس
| کشور    | ۲۰۱۲       | ۲۰۱۳       | ۲۰۱۴  | ۲۰۱۵       | ۲۰۱۶ | ۲۰۱۷ | ۲۰۱۸ | ۲۰۱۹ | 2020 | 2021 |
| ------- | ---------- | ---------- | ----- | ---------- | ---- | ---- | ---- | ---- | ---- | ---- |
| هند     | ۶۸٫۸۲      | ۶۹٫۹۷      | ۷۰٫۹۷ | ۷۲٫۲۰      | ۶۲٫۷ | ۶۹٫۰ | ۷۸٫۶ | ۸۴٫۲ | ۸۳٫۱ | ۸۷   |
| چین     | ۵۷٫۹۹      | ۵۹٫۴۹      | ۶۱٫۴۹ | ۶۳٫۹۰      | ۶۱٫۰ | ۶۴   | ۶۷٫۴ | ۷۰٫۳ | ۵۹٫۵ | ۵۳   |
| مکزیک   | ۲۳٫۳۷      | ۲۳٫۰۲      | ۲۴٫۵۰ | ۲۵٫۷۰      | ۲۸٫۵ | ۳۱٫۰ | ۳۵٫۷ | ۳۸٫۷ | ۴۲٫۸ | ۵۳   |
| فیلیپین | ۲۴٫۶۱      | ۲۶٫۷۰      | ۲۷٫۹۰ | ۲۹٫۸۰      | ۲۹٫۹ | ۳۳٫۰ | ۳۳٫۸ | ۳۵٫۱ | ۳۴٫۹ | ۳۶   |
| مصر     | ۱۹٫۲۴      | ۱۷٫۸۳      | ۱۹٫۸۳ | ۲۰٫۴۰      | ۱۶٫۶ | ۲۰٫۰ | ۲۸٫۹ | ۲۶٫۴ | ۲۹٫۶ | ۳۳٫۳ |
| نیجریه  | ۲۰٫۶۳      | ۲۰٫۸۹      | ۲۰٫۸۸ | ۲۰٫۸۹      | ۱۹٫۰ | ۲۲٫۰ | ۲۴٫۳ | ۲۵٫۴ | ۱۷٫۰ | ۱۸   |
| پاکستان | ۱۴٫۰۱      | ۱۴٫۶۳      | ۱۷٫۸۰ | ۲۰٫۱۰      | ۱۹٫۸ | ۲۰٫۰ | ۲۱٫۰ | ۲۱٫۹ | ۲۶٫۱ | ۳۳   |
| بنگلادش | ۱۴٫۲۴      | ۱۳٫۸۶      | ۱۵٫۱۰ | ۱۵٫۸۰      | ۱۳٫۷ | ۱۳   | ۱۵٫۵ | ۱۷٫۵ | ۲۱٫۷ | ۲۳   |
| ویتنام  | ساعت ۱۰٫۰۰ | ساعت ۱۱٫۰۰ | ۱۱٫۸۰ | ساعت ۱۲٫۳۰ | ۱۳٫۴ | ۱۴٫۰ | ۱۵٫۹ | ۱۶٫۷ | ۱۷٫۰ | ۱۸   |
| نپال    | ۵٫۹        | ۶٫۰۱       | ۵٫۲۹  | ۵٫۸        | ۶٫۴۰ | ۶٫۶۸ | ۸٫۱  | ۵٫۱۹ | ۸٫۱  | ۸٫۵  |

## فعالان و شرکت‌های فعال اصلی
صنعت رمیتنس عمدتاً تحت تسلط شرکت‌هایی است که مقر آنها در مراکز مالی اروپا و غرب آمریکا قرار دارد و وسترن یونیون بیشترین سهم بازار را تا سال ۲۰۱۹ به خود اختصاص داده‌است. شرکت‌های دیگری مانند مانی‌گرم نیز برای دهه‌ها یکی از بازیگرهای کلیدی بوده‌اند.
ایالات متحده از سال ۱۹۸۳ میلادی هر ساله منبع اصلی رمیتنس‌های جهانی بوده‌است. روسیه، عربستان سعودی و سوئیس نیز بزرگ‌ترین ارسال کنندگان رمیتنس از سال ۲۰۰۷ بوده‌اند. سالانه بین ۹ تا ۱۱ میلیون کارگر از روسیه حواله ارسال می‌کنند.